# Centromacronema apicale
Centromacronema apicale är en nattsländeart som först beskrevs av Walker 1852.  Centromacronema apicale ingår i släktet Centromacronema och familjen ryssjenattsländor. Inga underarter finns listade i Catalogue of Life.

## Bildgalleri

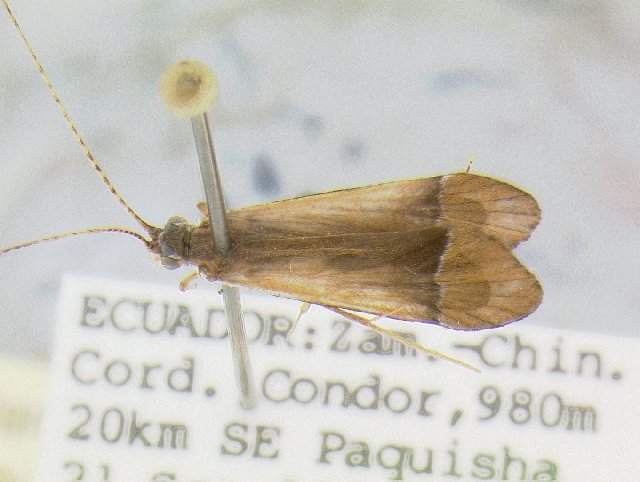